# Оникс (Калифорнија)
Оникс (енгл. Onyx) насељено је место без административног статуса у америчкој савезној држави Калифорнија.

## Демографија
По попису из 2010. године број становника је 475, што је 1 (-0,2%) становника мање него 2000. године.
| Група             | 2000.       | 2010.       |
| Белци             | 425 (89,3%) | 402 (84,6%) |
| Афроамериканци    | 1 (0,2%)    | 4 (0,8%)    |
| Азијати           | 0 (0,0%)    | 0 (0,0%)    |
| Хиспаноамериканци | 22 (4,6%)   | 30 (6,3%)   |
| Укупно            | 476         | 475         |